# Kudiesniery
Kudiesniery (ros. Кудеснеры) – wieś (dieriewnia) w Rosji, w Czuwaszji, w rejonie urmarskim. W 2010 liczyła 1163 mieszkańców.